# Кімаєр Йосиф Йосифович
Йосиф Йосифович Кімаєр — київський меблевий фабрикант кінця XIX, початку XX століть, підданий Австро-Угорської імперії.
В 1890-х в Києві по вулиці Миколаївській (тепер Архітектора Городецького) 13 на його замовлення був споруджений комплекс споруд, який включав меблеву фабрику, склад і прибутковий будинок з торговим домом.